# Elaphria virescens
Elaphria virescens är en fjärilsart som beskrevs av William Schaus 1904. Elaphria virescens ingår i släktet Elaphria och familjen nattflyn. Inga underarter finns listade i Catalogue of Life.